# Island Days
《Island Days》是日本KLON（クロン）公司在2014年7月3日於任天堂3DS平台上發售的戀愛冒險、塔防類型電子遊戲。原本最初預定是在5月1日發售，後來延期到6月26日發售但因為要清除增加語音所帶來的BUG而又再次延期到7月3日發售。

## 故事介紹
在春假的時候，伊藤誠和女同學朋友們一起出遊旅行，卻遭遇意外而流落到無人島。

## 角色介紹
伊藤誠
榊野學園1年3組學生。
桂言葉（CV：岡嶋妙）
榊野學園1年2組學生。
桂心（CV：やなせなつみ）
言葉的妹妹，目前是小學生。
西園寺世界（CV：河原木志穂）
榊野學園1年3組學生。
清浦剎那（CV：井本ケイ）
榊野學園1年3組學生。
加藤乙女（CV：岩村琴美）
榊野學園1年4組學生，籃球部部員。
加藤可憐（CV：中山依里子）
乙女的妹妹。
黑田光（CV：田中涼子）
榊野學園1年3組學生。
山縣愛（CV：小林眞紀）
榊野學園1年3組學生。

## 主題曲
片頭曲「Paradise ～Past Plus Parallel～」
作曲、編曲：showerheadz，作詞：増渕佳人、&A，歌：藍原京子

## 外部連結
- Island DaysKLON（日語）
- Island Days （页面存档备份，存于） 任天堂（日語）
- Island Days的X（前Twitter）（日語）